# Snooper i Blabber
Snooper i Blabber (ang. Snooper and Blabber) – amerykański serial animowany wyprodukowany w 1959 roku przez studio Hanna-Barbera. Opowiada o nietypowej parze detektywów: kocie Super Snooper i myszy Blabber Mouse.

## Spis odcinków
Seria 1
- 1. Puss n’ Booty
- 2. Switch Witch
- 3. Real Gone Ghosts
- 4. Desperate Diamond Dimwits
- 5. Big Diaper Caper
- 6. The Flea and Me
- 7. Disappearing Inc.
- 8. Baby Rattled
- 9. Not So Dummy
- 10. Fee-Fi-Fo Fumble
- 11. Masquerader Raider
- 12. Motor Knows Best
- 13. Slippery Glass Slipper
- 14. Monkey Wrenched
- 15. Gopher Goofers
- 16. Impossible Imposters
- 17. Adventure Is My Hobby
- 18. Cloudy Rowdy
- 19. Snap Happy Saps
- 20. The Lion Is Busy
- 21. Laughing Guess
- 22. The Case Of The Purloined Parrot
- 23. Poddle Toodle-Oo!
- 24. Doggone Dog, Gone
- 25. Hula Hula Hullabaloo
- 26. Wild Man, Wild!

Seria 2
- 27. Ala-Kazoop!
- 28. Hop To It
- 29. Fleas Be Careful
- 30. Observant Servants
- 31. De-Duck-Tives
- 32. Big Shot Blab
- 33. Big Cat Caper
- 34. Scoop Snoop
- 35. Prince Of A Fella’
- 36. Flea For All
- 37. Outer Space Case
- 38. Bear-ly Able
- 39. Surprised Party

Seria 3
- 40. Zoom-Zoom Blabber
- 41. Eenie Genie Minie Moo!
- 42. Bronco Bluster
- 43. Chilly Chiller
- 44. Gem Jams
- 45. Person To Prison